# Arnošt Lukášek
Arnošt Lukášek (11. července 1941 Valtice – 9. listopadu 2021[chybí lepší zdroj]) byl český fotbalový útočník a trenér. Věnoval se také komunální politice.
V Archivu bezpečnostních složek České republiky je veden jako kandidát tajné spolupráce s krycími jmény „Albert“ a  „Petr“ a od 18. února 1986 jako agent Státní bezpečnosti s krycím jménem „Lupus“.

## Hráčská kariéra
V československé nejvyšší soutěži zasáhl do 3 utkání v dresu Spartaku ZJŠ Brno (dobový název Zbrojovky), v nichž neskóroval. Nastupoval převážně v druholigovém zbrojováckém B-mužstvu. Do Zbrojovky přišel v dorosteneckém věku z Moravanu Lednice, na vojně hrál za Duklu Mikulov. Po odchodu ze Zbrojovky hrál v Gottwaldově, Poštorné a rakouském Poysdorfu. Po návratu do vlasti ukončil kariéru v Tatranu Poštorná.

### Prvoligová bilance
| Ročník          | Zápasy | Góly | Minuty | Klub                |
| --------------- | ------ | ---- | ------ | ------------------- |
| I. liga 1964/65 | 3      | 0    | 204    | TJ Spartak ZJŠ Brno |
| CELKEM I. LIGA  | 3      | 0    | 204    |                     |

## Trenérská kariéra
Po skončení hráčské kariéry se stal trenérem. Pracoval jako trenér v Tatranu Poštorná.